# Oszecsi
Japánban az újév (osógacu) három nélkülözhetetlen eleme az oszecsi, az otoszo  és az ozoni . Az újév első 3 napjára  előre elkészített ételek összefoglaló neve oszecsi rjóri (御節料理 vagy お節料理), röviden oszecsi, melyet a könnyen felismerhető dzsúbakoban tárolnak. Eredetileg csak tradicionális módon tartósított japán ételeket jelölt a megnevezés, de az ételtartósítási technikák fejlődésével ma már sokféle nyers, kínai stílusú (中華風お節 csúkafú oszecsi) és nyugati stílusú ételt (西洋お節 szeijó oszecsi) tartalmazhat, amiket régen nem használt fűszerekkel ízesítenek. Hagyományosan otthon készítették el az oszecsit, de a modernizációval az újévi ételcsomagokat árusító és házhoz szállító élelmiszer boltok, áruházak, tradicionális japán éttermek, konbinik  és az internetes üzletek száma, valamint az ezektől vásárló háztartások száma évről évre nő. 

## Történelem
A császári udvarban a Nara-kortól (710-794) kezdve lakomákat rendeztek a Kínából átvett öt, évszakokhoz köthető nagy fesztivál alkalmával (szecsinicsi / gosszeku) . Mindegyik ünnepségen más-más ételt fogyasztottak, ajánlottak fel az ősöknek és a szellemeknek (kamik). A szecsiniken feltálalt ételeket összefoglaló néven oszecsikunak nevezték.
Az Edo-kor (1603-1867) közepén jelent meg a több szintes tárolódoboz (dzsúbako), ekkor vált népszerűvé a közemberek között is a szechinichik megünneplése, valamint az oszecsikut ekkor kezdték el csak az újévre készült ételek megnevezéseként használni. Ennek oka lehet, hogy az évszakokhoz köthető fesztiválok közül az újévi 3 napos ünnep (osógacu  vagy sogacu szanganicsi 正月三が日) a legfontosabb, a fesztiválok fesztiválja  (a második legfontosabb nap a japánok életében az év utolsó napja, az ómiszoka 大晦日).
A II. világháború után az üzletek előre elkészített oszecsikut kezdtek árusítani oszecsi, oszecsi-rjóri néven, amit átvettek az otthon készült újévi fogások megnevezésénél is.
Az újévi ételeket több napos készülődés után az óév utolsó napján be kell fejezni, és legalább január első három napján (sogacu szanganicsi 正月三が日) ki kell tartaniuk mind szavatosságban, mind mennyiségben a családdal, rokonokkal, barátokkal együtt töltött lakomákon. Ennek eredeti oka, hogy az év első három napján üdvözlik a szellemeket (kamik  ) - például az újév istenét (tosigami 年神), a hegyekből visszatérő rizsföld istent  -, és ezt az üdvözlést nem zavarhatja meg semmi, még a konyhából kiszűrődő zajok sem. Ellenkező esetben a kamik feldühödnek és az újévben szerencsétlenséget hoznak a családra. Egy Heian-korabeli (794-1185) szokás szerint pedig január 1-3. között azért nem szabad használni a tűzhelyet, mert az felidegesítené a tűz istenét. (Valaki ezt tekinti az oszecsi gyökerének, első megjelenési formájának.) A modern időkben azért tartják be ezt a szokást a háziasszonyok, hogy pihenhessenek picit, és hogy ne akkor kelljen a konyhában sürgölődniük, amikor a ritka alkalmak egyikeként pár napra szabadságot kapnak a dolgozók, nincsen iskola, hazalátogatnak a távol élő rokonok és barátok, így együtt lehet a család.

## Dzsúbako
Az oszecsi rjórit a több, rekeszekből álló dobozt magába foglaló dzsúbakoban tálalják, ami hasonlít a bentó dobozokhoz kinézetben és abban, hogy az étkezések kivételével a dobozokat egymásra helyezve tárolják, és csak a legfelsőre kerül valódi doboztető. Ez a több lakkréteggel bevont tároló a tartalmához hasonlóan újévi jókívánságot, többrétű szerencsét és hosszan tartó boldogságot szimbolizál. Hagyományosan öt dobozból álló dzsúbakot használtak, amiben az ötödik rekeszt időnként üresen hagyták, mintegy jelzésként az isteneknek (kamik), hogy a következő évben segítsék a család vagyonának növekedését. A ma megtalálható egy-öt dobozból álló tárolók közül a három dobozosat használják a legtöbben.

## Elkészítése, tartalma
A japán fogásokat ma is hagyományos módon (főzéssel, szárítással, sóban vagy ecetben pácolással, szójaszószban vagy szakéban párolással) készítik el erős ízt adva az ételnek és növelve az eltarthatóságát.
Az oszecsikészítés kezdő lépése hagyományosan a téma, majd a fő hozzávaló kiválasztása. Nekünk úgy tűnhet, hogy a különböző fogások véletlenszerűen kerülnek egymás mellé, de valójában az oszecsi-rjóri elrendezése és színei kiegyensúlyozottak, gondosan megtervezettek. Illik rá a gomi goszoku kifejezés, az öt szín (zöld, piros, fekete, sárga, fehér) és öt íz (édes, savanyú, fűszeres, keserű, sós) harmóniája.
Az fogások fő alapanyagai mindenhol azonosak, de az ízesítés különbözik lakóhelytől függően, sőt még családonként is. A fogások nevének, színének és formájának gyakran babonás kapcsolata van a szerencse, pénz, egészség és más, a boldog élethez köthető dolog bevonzásával.
| | Étel neve                                | Kép | Magyarázat |
| --- | ---------------------------------------- | --- | --- |
| Legfelső, első doboz (icsi no dzsu): a legígéretesebb fogások (Ivai-zakana), amiket szakéval és előételekkel (kucsitori) esznek | Kuromame (黒豆)                          |     | Fekete bab édes és sós, fűszeres szószban lassan párolva. Sok japán babos ételhez hasonlóan ennél is leginkább az édes íz dominál. A babok fénylő fekete színét, ami a taoizmus szerint a gonosz elleni védekezésben segít, az adja, hogy öntött vas edényben főzik őket, vagy vasszeget tesznek közé főzés közben (így a vashiány pótlását is segíti). Minden fajta bab (mame) a kemény és szorgalmas munkát szimbolizálja, mivel kiejtésben azonos az ezeket jelentő maméhez (mame ni hataraku). Emellett teli van tápanyagokkal, így a jó egészséghez is köthető. |
| Legfelső, első doboz (icsi no dzsu): a legígéretesebb fogások (Ivai-zakana), amiket szakéval és előételekkel (kucsitori) esznek | Kazunoko (数の子)                        |     | Sózott és bepácolt tengeri heringikra kacuobusival (bonito pehellyel). Azért tartják a gyerekáldásban segítő, és az utódoknak jólétet hozó ételnek, mert rengeteg tojás, ikra, vagyis ko (gyerek) van benne. Nevének szó szerinti fordítása is „sok gyerek”. Az arany szín ünnepélyes hangulatot sugároz. A hering japán megfelelője, a nisin, kínai karakterekkel 'két szülőként' van írva, így azért is imádkozhatunk vele, hogy a szülők egészségesek legyenek és szülessen gyerekük. |
| Legfelső, első doboz (icsi no dzsu): a legígéretesebb fogások (Ivai-zakana), amiket szakéval és előételekkel (kucsitori) esznek | Tazukuri / Tacukuri (田作り)             |     | Sült gomame (szárított fiatal japán szardínia) szója szósszal megöntözve. A kandzsik szó szerinti jelentése „rizsföld teremtő”, mivel olyan sok tápanyagban gazdag hal volt régebben, hogy ezzel trágyázták a rizsmezőket. Ma már nincs a trágyázáshoz is elegendő bőség belőle, de újévkor még mindig a gazdag és jó termést szimbolizálja. A (go)mame a jó egészséggel is összekapcsolható. |
| Legfelső, első doboz (icsi no dzsu): a legígéretesebb fogások (Ivai-zakana), amiket szakéval és előételekkel (kucsitori) esznek | Csorogi (草石蚕)                         |     | A kínai articsóka gyökerét siszo ecetben áztatva pirossá teszik. Hosszú életet szimbolizál. Sokszor fekete szójababbal tálalják. |
| Legfelső, első doboz (icsi no dzsu): a legígéretesebb fogások (Ivai-zakana), amiket szakéval és előételekkel (kucsitori) esznek | Avabi javarakani                         | kép | Párolt puha kagylóhús. A kagyló az örök fiatalságot és a hosszú életet szimbolizálja már ősidők óta. |
| Legfelső, első doboz (icsi no dzsu): a legígéretesebb fogások (Ivai-zakana), amiket szakéval és előételekkel (kucsitori) esznek | Komocsi aju kanroni                      | kép | Édes, párolt édesvízi hal ikrával. Az utódok jólétét hivatott biztosítani. |
| Legfelső, első doboz (icsi no dzsu): a legígéretesebb fogások (Ivai-zakana), amiket szakéval és előételekkel (kucsitori) esznek | (Kóhaku) Kamaboko ((紅白)蒲鉾)           |     | Fehér és rózsaszín/piros színű halkrém. Eredetileg a szellemeknek felajánlott rizst helyettesítették vele. A kamabokot az év minden szakaszában fogyasztják, megtalálhatjuk például ramenekben és bentókban díszítésként. A dzsúbakoban hagyományosan váltakozva helyezik el a piros/rózsaszín és fehér szeleteket sorban vagy egy mintába rendezve. A piros/rózsaszín és a fehér szín kombinációja ünnepi hangulatot sugároz és szerencsét hoz. A piros szín a gonosz távol tartását és a kelő napot szimbolizálja, míg a fehér a tisztaságot, ártatlanságot. Az alakja a pirkadatot is idézheti. |
| Legfelső, első doboz (icsi no dzsu): a legígéretesebb fogások (Ivai-zakana), amiket szakéval és előételekkel (kucsitori) esznek | Datemaki (tamago) (伊達巻 vagy 伊達巻き) |     | Ezek az édes, aranyszínű, tojásból és hanpenből (halpüré) vagy garnélapépből készült szeletelt tekercsek csipkézett szélükkel a napot juttathatják eszünkbe, sok napsütést kívánva jövőre(晴れの日 hare-no-hi, derűs nap). Makimonora (feltekert festmény vagy kalligráfia) emlékeztető tekercs formája a tudásra, kultúrára, műveltségre, a tanulmányokban elérni kívánt előrehaladásra utalhat. Ezenkívül a date kandzsi szó szerinti jelentése fényesség, ami miatt a jól alakuló jövőre is vonatkoztathatjuk. A divatosság is köthető hozzá, mivel az étel neve Maszamune Date-hez (伊達政宗) köthető, egy 16-17. századi földesúrhoz (daimjo), aki többek között Szendai városának alapítója is. Amellett, hogy jó stratégistának és parancsnoknak tartották, híres volt öltözködési stílusáról és jóképűségéről (a date-otoko kifejezés jelentése stílusos és/vagy jóképű férfi), valamint a kiváló minőségű ételek iránti szenvedélyéről. A fogás előnye, hogy jól mutat a dzsúbakoban, és hogy tovább eltartható például a tamagojakinél. A Kjóto/Kanszai régióban datemaki helyett dasimaki tamagot (tamagojaki dasi húslevessel elkészítve) tesznek a dzsúbakoba. |
| Legfelső, első doboz (icsi no dzsu): a legígéretesebb fogások (Ivai-zakana), amiket szakéval és előételekkel (kucsitori) esznek | Kurikinton (栗金団)                      |     | Cukorban forralt gesztenyéből és édes burgonyából készült püré. A benne található gesztenye a győzelmi ünnepségeken használt kacsigurira (搗ち栗 győzelmi gesztenye) utal. Arany színe a benne lévő gardénia magok következménye, ez teszi a jó szerencsét és egészséget odavonzó étellé. A kinton kandzsi „arany dumpling” jelentése pedig gazdasági sikert vonz. |
| Legfelső, első doboz (icsi no dzsu): a legígéretesebb fogások (Ivai-zakana), amiket szakéval és előételekkel (kucsitori) esznek | Kobumaki (昆布巻き)                      |     | Feltekert tengeri-moszat tekercs hallal töltve és szárított tökszeletekkel összekötve (általában mikaki nisin heringet használnak, de gyakori a szake kobumaki is lazaccal töltve). A kobu a jorokobu szóhoz hasonlít hangzásban, ami pedig boldogságot, örömöt jelent. A datemakihoz, így írott tekercsekhez hasonló alakja köthető a kultúrához, a tanulásban való előrehaladáshoz. |

| A középső, második dobozban (ni no dzsu) grillezett vagy olajban sült ételeket találunk. | Avabitake terijaki    | kép | Grillezett kagylógomba.                                           |
| A középső, második dobozban (ni no dzsu) grillezett vagy olajban sült ételeket találunk. | Ika karaszumi-fumi    | kép | Botargoval (sózott halikrából készült fűszer) ízesített tintahal. |
| A középső, második dobozban (ni no dzsu) grillezett vagy olajban sült ételeket találunk. | Zuvaiganizume agemono | kép | Olajban sült rákolló.                                             |
| A középső, második dobozban (ni no dzsu) grillezett vagy olajban sült ételeket találunk. | Siki sumai            | kép | Saomai (sertés dumpling).                                         |
| A középső, második dobozban (ni no dzsu) grillezett vagy olajban sült ételeket találunk. | Anago-maki musimono   | kép | Gőzölt angolna tekercs.                                           |
| A középső, második dobozban (ni no dzsu) grillezett vagy olajban sült ételeket találunk. | Kurumi to rakkaszei   | kép | Dió és földimogyoró.                                              |
| A középső, második dobozban (ni no dzsu) grillezett vagy olajban sült ételeket találunk. | Juto-ebi juzu-fumi    | kép | Juzuval (japán citrom, keserű narancs) ízesített garnélarák.      |

| A legalsó, harmadik doboz (san no dzsu) párolt halat, zöldségeket, esetleg húst tartalmaz. | Buri juan-jaki       | kép                                        | Sárgafarkú lepényhal Yuan stílusban meggrillezve. |
| A legalsó, harmadik doboz (san no dzsu) párolt halat, zöldségeket, esetleg húst tartalmaz. | Szavara szaikjo-jaki | kép                                        | Spanyol makréla Saikyo stílusban meggrillezve.    |
| A legalsó, harmadik doboz (san no dzsu) párolt halat, zöldségeket, esetleg húst tartalmaz. | Hotate uni-jaki      | kép                                        | Fésűkagyló tengeri sünnel grillezve.              |
| A legalsó, harmadik doboz (san no dzsu) párolt halat, zöldségeket, esetleg húst tartalmaz. | Ikura gosiki namaszu | kép                                        | Ötszínű saláta lazackaviárral.                    |
| A legalsó, harmadik doboz (san no dzsu) párolt halat, zöldségeket, esetleg húst tartalmaz. | Szake kobumaki       | kép                                        | Tengeri moszattekercs lazaccal.                   |
| A legalsó, harmadik doboz (san no dzsu) párolt halat, zöldségeket, esetleg húst tartalmaz. | Hadzsikami           | kép                                        | Savanyított gyömbérszár.                          |
| A legalsó, harmadik doboz (san no dzsu) párolt halat, zöldségeket, esetleg húst tartalmaz. | Dzsunisi marudzsu    | kép                                        | Sárkány alakúra vágott édes burgonya.             |
| A legalsó, harmadik doboz (san no dzsu) párolt halat, zöldségeket, esetleg húst tartalmaz. | Hacuki kinkan        | kép                                        | Kumquat levelekkel.                               |
| A legalsó, harmadik doboz (san no dzsu) párolt halat, zöldségeket, esetleg húst tartalmaz. | Kamajaki butaniku    | kép                                        | Fazékban sült disznó.                             |
| A legalsó, harmadik doboz (san no dzsu) párolt halat, zöldségeket, esetleg húst tartalmaz. | Gjuniku nijosze      | kép                                        | Marhából készült kocsonyaszerűség.                |
| A legalsó, harmadik doboz (san no dzsu) párolt halat, zöldségeket, esetleg húst tartalmaz. | Sült marha           | kép                                        | Sült marha.                                       |
| Toriniku kimikarasi aonori-fumi                                                            | kép                  | Tengeri saláta ízű csirke sárga mustárral. |                                                   |

| Étel neve                                             | Kép | Magyarázat |
| ----------------------------------------------------- | --- | --- |
| Kohaku Namaszu (紅白なます)                           |     | Vörös és fehér színű saláta, ecetes, reszelt óriás retek (daikon) és sárgarépa keveréke. Boldogságot és ünneplést jelképez. |
| Tai (鯛)                                              |     | Vörös tengeri-keszeg. Az omedaTAI szóhoz köthető, ünneplést, boldogságot, reményt kapcsolhatunk hozzá. Jakitoriként elkészítve is megtalálhatjuk dzsúbakokban. |
| Ebi (エビ)                                            | kép | Grillezett, nyársra tűzött garnéla szakéval és szója szósszal főzve. Egy nagy dzsúbakoban lévő oszecsi talán isze ebit (egy homárfajta) használ, de az egyszerű garnéla is megfelelő. Hosszú ’szakálukkal’ (csápjukkal) és hajlott hátukkal egy szakállas öregemberre emlékeztetnek, így a hosszú életet jelképezik. Emellett piros színük ünnepélyes és szerencsét hoz.                                              |
| Renkon / szubaszu                                     | kép | Ecetes lótuszgyökér, aminek lyukain átnézve a jövőt láthatod meg. Boldogságot hoz. |
| Renkon no nicuke (レンコンの煮付け)                   | kép | Krizantém alakra vágott lótusz gyökér kisütve és édes szója szószban párolva. Ez az étel is a jövőbe látáshoz köthető. |
| Kuvai                                                 | kép | Főtt nyílfű. Ez egy vízi gumós növény, amit rügyezéskor szüretelnek novemberben-decemberben. Japánban a rügyezést me ga derunak mondják, ami kiejtésben hasonlít a "siker jeleit mutatja" kifejezéshez, így a sikerhez, az életben és a munkában való előrehaladáshoz köthető. Nagy és erős hajtásaival is a sikeres karriert szimbolizálja.                                                                          |
| Gobou                                                 | kép | Főtt bojtorjángyökér. Hosszú, erős gyökérzetével (szudzsi) a talajban erősen gyökerezve fizikai erőt jelképez. |
| Tatakigobó （酢ごぼう）                               |     | Bojtorjángyökér szezámmaggal. Általában összezúzzák és ecettel keverve más zöldségekre öntik. A Kanszai régióban elterjedt. A jó évek szimbólumára, ünnepi madárral utal, így jó termést és egészséget vonz. Gonosztól megszabadító jelentést is hordoz. Emellett mélyen gyökerezik, erőt is jelképez. |
| Konbu (昆布)                                          | kép | Egy tengeri algafajta. A yorokobu szóhoz köthető, ami boldogságot, örömet jelent. |
| Gobó kobumaki (昆布巻)                                | kép | Főtt bojtorjángyökér konbuba (algalap) csavarva, kanpjoval (egy tökfajta) megkötve és nibosi dasiban párolva. |
| Daidai (橙)                                           |     | Japán keserű narancs. A 代々 kandzsival írva a daidai szó „generációról generációra” jelentést kap. A kazunokohoz hasonlóan gyermekáldásra vonatkozó kívánságot fejez ki. |
| Zóni (雑煮)                                           |     | Mocsirizs sütiből készült leves, kelet Japánban leszűrt, nyugat Japánban pedig miszó levessel készítik. Ez a fogás kiemelkedik a többi közül, abból a szempontból, hogy ezt január első három napjában is elkészíthették. |
| Nisiki tamago (錦卵)                                  | kép | Tojástekercs, amelynél főzés előtt a tojást szétválasztják, a sárgája aranyat szimbolizál, a fehérje ezüstöt. |
| Onisime (お煮しめ)                                    |     | Téli zöldségek, konnjaku (jamgyökér zselé), és fu (búza sikér) együtt párolva, majd kiszárítva. Gyakran csirkét is adnak hozzá. A zöldségek közt lehet például: A gobo (bojtorján), ami energiát szimbolizál, mivel erősen gyökerezik a talajban. A renkon (lótusz) gyökér lyukain átnézve a jövőbe láthatunk, és szerencsét hoz. A shitake vagy japán gomba egy szamuráj kalapjára emlékeztet, karriert szimbolizál. |
| Mikaki nisin / migaki nisin (身欠きニシン)            | kép | Szárított hering. |
| Kinyílt szilvavirág alakra vágott sárgarépa szeletek. | kép | Sok japán étel díszítésére használnak, például rámenekben is láthatjuk. |
| Dasimaki Tamago                                       |     | Japán stílusú omlett tekercs. |
| Takenoko no Toszani                                   | kép | Párolt bambuszhajtások szárított bonitóval (halpehely). Erőt szimbolizál. |
| Ikura'                                                | kép | Fűszeres lazackaviár. Ünnepélyes pirosas színe mellett az ikrák termékenységet jelképeznek. |
| Nimono (煮物)                                         | kép | Friss bébi taro gyökér, szilvavirág alakú répaszeletek, és kacuo/kombu dasiban párolt sitake gomba. Termékenységre irányuló kívánságot fejez ki. |
| Pirikara konnjaku (ピリ辛コンニャク)                  | kép | Konnjaku (yamgyökér zselé) megpárolva édes és fűszeres szószban. |
| Kikuka kabu (菊花蕪)                                  | kép | Egy egész bébi fehérrépa krizantém virág alakúra vágva és utána ecetbe, cukorba, sóba pácolva, egy kis csili paprikával a közepén. A krizantém a császár szimbóluma és vidám eseményeket jelöl. |
| Kacsiguri                                             | kép | Szárított gesztenye. A kacsi szó győzelmet jelent. |
| Buri no yakimono (鰤の焼き物)                         |     | Sárgafarkú lepényhal. Sikeres életet és karriert vonz. |
| Unagi no jakimono (鰻の焼き物)                        | kép | Angolna jakimonoként elkészítve. Gyors mozgása miatt segít az életben és a karrierben sikert elérni. Csak mostanában jelent meg oszecsiként. |
| Dzsingasa sitake 陣笠椎茸                             | kép | A nisime egyik hozzávalója. Olyan siitake gomba féle, aminek kalapja a szamurájok kalapjára hasonlít. A szamuráj világra, társadalomra, gondolkodásmódra emlékeztet. |
| Pajzs (Tateˇ) tofu 楯豆腐                             | kép | A nisime egyik hozzávalója.Tofu darabok pajzs alakban megsütve, ami a szamuráj világot juttatja eszünkbe. |

## Fordítás
- Ez a szócikk részben vagy egészben a Osechi című angol Wikipédia-szócikk ezen változatának fordításán alapul.  Az eredeti cikk szerkesztőit annak laptörténete sorolja fel. Ez a jelzés csupán a megfogalmazás eredetét és a szerzői jogokat jelzi, nem szolgál a cikkben szereplő információk forrásmegjelöléseként.
- Ez a szócikk részben vagy egészben a 御節料理 című japán Wikipédia-szócikk ezen változatának fordításán alapul.  Az eredeti cikk szerkesztőit annak laptörténete sorolja fel. Ez a jelzés csupán a megfogalmazás eredetét és a szerzői jogokat jelzi, nem szolgál a cikkben szereplő információk forrásmegjelöléseként.